# 失列门 (阿速部)
失列门（?—?），元朝官员。蒙古族阿速部人。
失列门是担任火儿赤的彻里的儿子。致和元年（1328年）秋，元泰定帝死后，元朝皇族内部大乱，失列门跟随脱脱木儿到潮河川（今属河北省），俘获完者八都儿、爱的斤等十二人。又在宜兴（今属河北省）迎战失刺、乃马台。天历元年（1329年），失列门在两家店击败秃满台儿的军队。在蓟州大战取胜。因功，被元文宗授为左卫阿速亲军都指挥使司佥事。